# Segunda guerra mitridática
La segunda guerra mitridática (83-82 a. C.) fue una de las tres guerras mitridáticas que enfrentaron al Ponto con la República de Roma. La segunda de estas guerras tuvo lugar entre el rey Mitrídates VI y el general Lucio Licinio Murena.
Al finalizar la primera guerra mitridática, Sila dejó a Mitrídates el control de su reinado pese a haber sido derrotado. Murena se quedó en Asia al mando de dos legiones que durante la guerra habían formado parte del contingente dirigido por Cayo Flavio Fimbria. Murena acusó a Mitrídates de estar rearmando sus ejércitos e invadió el Ponto. Cuando fue derrotado por Mitrídates, Murena decidió que lo más sabio era obedecer las órdenes de Sila y dejar al rey y su reino en paz. Pese a ello posteriormente tuvo lugar la tercera guerra mitridática.